# Гонконг на літніх Олімпійських іграх 2020
Гонконг на літніх Олімпійських іграх 2020 представляли сорок два спортсмени в чотирнадцятьох видах спорту.

## Спортсмени
| Вид спорту            | Чоловіки | Жінки | Загалом |
| --------------------- | -------- | ----- | ------- |
| Легка атлетика        | 1        | 1     | 2       |
| Бадмінтон             | 2        | 2     | 4       |
| Велоспорт             | 1        | 5     | 6       |
| Кінний спорт          | 1        | 0     | 1       |
| Фехтування            | 4        | 4     | 8       |
| Гольф                 | 0        | 1     | 1       |
| Гімнастика            | 1        | 0     | 1       |
| Карате                | 0        | 1     | 1       |
| Академічне веслування | 0        | 1     | 1       |
| Вітрильний спорт      | 1        | 2     | 3       |
| Плавання              | 2        | 7     | 9       |
| Настільний теніс      | 4        | 4     | 8       |
| Тріатлон              | 1        | 0     | 1       |
| Загалом               | 18       | 28    | 46      |